# Drapeau de Guernesey
Le drapeau de Guernesey, dépendance de la Couronne britannique, a été adopté le 9 mai 1985, à l'occasion du 40e anniversaire de la Libération de l'île.
À l'origine, le drapeau de Guernesey était constitué simplement de la croix de saint Georges. On fait mention de ce pavillon à partir de 1936, quand le roi Édouard VIII donne permission pour le drapeau de l'Angleterre d'être utilisé sur Guernesey. Cependant, il y avait une confusion entre les deux drapeaux.
Pour y mettre fin, un comité fut formé sous la présidence de Sir Graham Dorey, bailli adjoint de l'époque, qui proposa alors de continuer à utiliser la croix de saint Georges, en y ajoutant la croix pattée d'or figurant sur l'étendard de Guillaume le Conquérant.
Le pavillon civil marchand quant à lui est composé du Red Ensign avec la croix d'or sur le côté. Les sociétés qui sont enregistrées et ont leur siège social sur l'île peuvent arborer le pavillon de Guernesey sur leurs navires, lorsqu'elles opèrent dans les eaux adjacentes aux îles Anglo-Normandes.

## Drapeaux des îles du bailliage

Aurigny
Sercq
Herm
Brecqhou